# Mona Polacca
Mona Polacca, född 1955 i Arizona är en andlig ledare och tillhör USA:s ursprungsbefolkning. Hon har deltagit i Förenta Nationernas arbete för ursprungsfolk och har skrivit flera böcker inom socialvetenskap. År 2004 var Polacca med och bildade International Council of 13 Indigenous grandmothers.

## Biografi
Polaccas föräldrar tillhörde Havasupai som ingår i ”Colorado River Indian Tribes” i Parker Arizona.
De upptäckte tidigt att deras dotter var begåvad med utmärkt minne för Hopifolkens berättelser. De äldre undervisade henne i stammens berättelser och profetior och litade på att denna fördolda kunskap skulle vara i säkra händer.
År 1969 hörde Polacca talas om organisationen Indians of All Tribe som ockuperade fängelseön Alcatraz i San Franciscobukten. Trots att Polacca bara var 14 år fick hon tillstånd av sina föräldrar att resa till Kalifornien för att delta i ockupationen. Därefter började hon arbeta för ursprungsfolkens mänskliga rättigheter.

## 13 Indigenous Grandmothers
Detta råd av visa kvinnor från ursprungsfolk världen runt bildades 2004. Sommaren 2013 besökte organisationen Sverige på inbjudan av Laija Spik i Gällivare. Konferensen hölls på Clarion Hotell, Skanstull i Stockholm.

## Vattendeklarationen (utdrag)
Polacca har arbetat med att sprida kunskap om ”Vattendeklarationen”,framtagen av Chiefs of Ontario i Kanada.
- Vi, First Nations kom till detta land för att leva i harmoni med varandra och naturen. Skaparen har gett oss vår andliga tro, språk, lagar och kultur som lär oss att respektera naturen och Moder Jord. Vattnet är Jordens blod och vi erkänner vattnet som en helig gåva som förenar allt liv.
- First Nation suveränitet erkänns av FN:s deklaration om ursprungsfolkens rättigheter. Vi har en nedärvd rätt till vatten för grundläggande mänskliga behov, sanitet, och sociala, ekonomiska, kulturella och ceremoniella behov.
- Vatten i Kanada (och USA) har i ökande grad missbrukats och förorenats av industriella utveckling, jordbruk, urbanisering och klimatförändring. Vi måste fortsätta att försvara och skydda vattnet inom våra territorier, såsom vi har lärt av våra förfäder och säkra att framtida generationer får tillgång till rent vatten.